# ブインスク
座標: 北緯54度58分 東経48度17分 / 北緯54.967度 東経48.283度

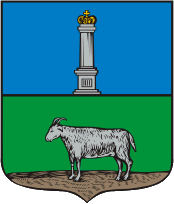
ブインスクの紋章

ブインスク（ロシア語: Буинск、ラテン文字表記の例: Buinsk）、あるいはブア（タタール語: Буа, Bua, チュヴァシ語: Пӑва）は、ロシアのタタールスタン共和国西部の町。人口は1万9968人（2021年）。
共和国の首都カザンからは南西へ137km。テチューシからは西へ45km。ヴォルガ川よりも西にあり、ヴォルガの右支流スヴィヤガ川の左支流カルラ川の左岸に建つ。隣のチュヴァシ共和国にも同名の都市型集落（町）が存在する。

## 歴史
ブインスクが文献で最初に言及されるのは1700年のことである（1691年、あるいは1703年という説もある）。市となったのは1780年のことであった。ブインスクという名は、タタール語の「守り」という語に由来する。

## 文化・産業・交通
ブインスクには、復元された至聖三者聖堂（トロイツカヤ聖堂）およびモスクがある。1994年には歴史博物館も開館した。
ブインスクは食品工業や醸造業（乳製品、砂糖、イースト、肉、タバコ）などが集積する。加えて繊維工業などの工場も建つ。
カザンに向かうロシア連邦道路M7が走るほか、カザンからスヴィヤジスク - ウリヤノフスク - シズラニ - サラトフ - ヴォルゴグラードへとヴォルガ川の右岸を走る鉄道が通っている。